# Bernhard Reuter

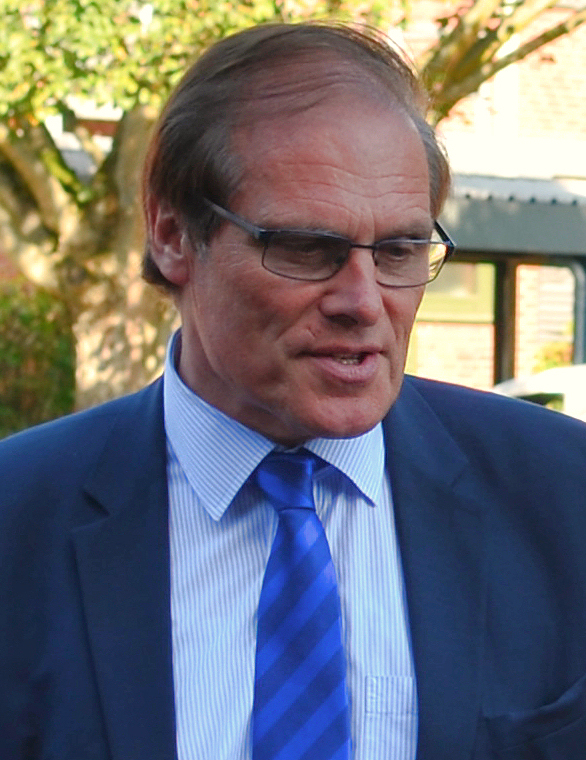
Bernhard Reuter, 2016

Bernhard Reuter (* 8. Januar 1955 in Kassel) ist ein deutscher Politiker. Er gehört seit 1986 der SPD an und war Landrat des Landkreises Göttingen sowie Vorsitzender des Niedersächsischen Landkreistages.

## Leben und Beruf
Reuter legte im Jahr 1973 das Abitur in Kassel ab. Anschließend studierte er Rechtswissenschaften, Sozialwissenschaften und Lehramt an der Georg-August-Universität Göttingen. Im Jahr 1976 legte er die erste Lehramtsprüfung, 1978 die zweite Lehramtsprüfung ab. Von 1979 bis 1989 war er als Lehrer tätig. 1986 schloss er das Jura-Studium mit dem ersten juristischen Staatsexamen ab. 1989 bis 1994 war er stellvertretender Schulleiter der Grundschule Leinebergschule Göttingen. Daran anschließend war er in den Jahren 1994 bis 1999 Schulleiter der Orientierungsstufe Leinebergschule Göttingen.
Reuter ist verheiratet. Er hat vier erwachsene Kinder und vier Enkelkinder. Zur weiteren Verwandtschaft von Bernhard Reuter gehören der Politiker Ernst Reuter und der frühere Vorstandsvorsitzender der Daimler-Benz AG Edzard Reuter.

## Öffentliche Ämter
Am 7. März 1999 wurde Bernhard Reuter zum ersten hauptamtlichen Landrat des Landkreises Osterode am Harz gewählt und trat sein Amt am 1. Juni 1999 an. Im Jahr 2006 erfolgte die Wiederwahl mit 62,1 % der Stimmen. Am 11. September 2011 wurde Reuter zum Landrat des Landkreises Göttingen gewählt. Bei den Kommunalwahlen in Niedersachsen 2016 kandidierte er für eine Wiederwahl, musste sich einer Stichwahl am 25. September 2016 stellen und gewann diese mit 56,16 % gegen seinen Kontrahenten Ludwig Theuvsen. Zu den Kommunalwahlen im September 2021 trat er nicht mehr an. Sein Nachfolger wurde Marcel Riethig.
Von 2004 bis 2007 und erneut von 2009 bis 2022 war Reuter Vorsitzender des Niedersächsischen Landkreistages. 2010 wurde er zudem Vizepräsident des Deutschen Landkreistages. Darüber hinaus gehörte Reuter dem Stiftungsrat der Südniedersachsenstiftung seit Gründung im Jahr 2004 an und war von Juli 2015 bis Oktober 2022 dessen Vorsitzender.

## Auszeichnungen
- Verdienstkreuz Erster Klasse des Niedersächsischen Verdienstordens (2024)